# 福韦尔内
福韦尔内（法語：Fauverney，法語發音：[fovɛʁnɛ]）是法国科多尔省的一个市镇，位于该省东部，属于第戎区。

## 地理
福韦尔内（47°15'18"N, 5°8'41"E）面积8.68 平方千米，位于法国勃艮第-弗朗什-孔泰大區科多尔省，该省份为法国中东部省份，北起奥布省，西接涅夫勒省和约讷省，南至索恩-卢瓦尔省，东南接汝拉省，东临上索恩省，东北部与上马恩省接壤。
与福韦尔内接壤的市镇（或旧市镇、城区）包括：舍维尼圣索沃尔、鲁夫尔昂普莱讷、瓦朗日、蒂耶河畔马尼、讷伊-克里莫卢瓦。
福韦尔内的时区为UTC+01:00、UTC+02:00（夏令时）。

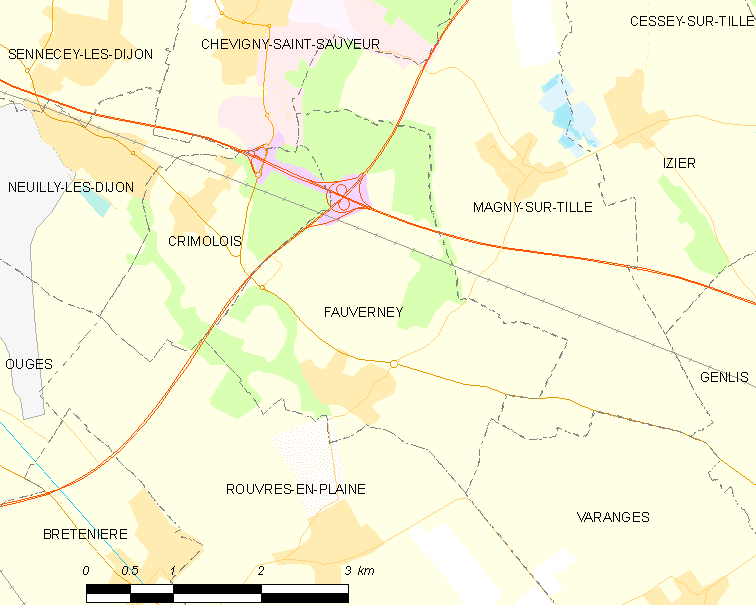
福韦尔内的OSM定位图

## 行政
福韦尔内的邮政编码为21110，INSEE市镇编码为21261。

## 政治
福韦尔内所属的省级选区为让利斯县。

## 交通
法国国家A31号和A39号高速公路在境内西北侧交汇，但均未设出入口。科多尔省省道D109线和D905线在境内交汇。

## 人口

1962-2008年间福韦尔内人口变化图示

福韦尔内于2022年1月1日时的人口数量为620人。